# Herbert Girardet
Herbert Girardet es cofundador del Consejo para el futuro del mundo (en inglés: World Future Council), y ha escrito varias obras entre las que se destacan :
- Earthrise: Halting the Destruction, Healing the World (1992)[4]

- The Gaia Atlas of Cities: New Directions for Sustainable Urban Living (1992)[5]

- Creating Sustainable Cities (1999)[6]

- Cities, People, Planet: Liveable cities for a sustainable world (2004)[7]

- Cities, People, Planet: Urban Development and Climate Change (2008)[8]

- Shaping Our Future: Creating the World Future Council (2005)[9]

- Surviving the Century: Facing Climate Chaos and Other Global Challenges (2007)[10]

En 2003, Girardet participó en el programa 'Thinker in Residence' en Adelaida, asesorando al primer ministro de Australia-Meridional Mike Rann en relación con las políticas de sostenibilidad y a cómo reducir la huella de carbono, así como en lo concerniente a los bosques urbanos, la basura cero, el reciclamiento, y las energías renovables.
Girardet produjo 50 documentales para televisión en relación con el desarrollo sostenible, y fue galardonado por Naciones Unidas por sus "ideas y proyectos ambientales".

## Obras del autor en español
- Ciudades: alternativas para una vida urbana sostenible (1992)[19]

- Creando ciudades sostenibles (2001)[20]